# Mosaicos de Valdebótoa
Los mosaicos de Valdebótoa son dos murales de iconografía religiosa conformados por las representaciones de Los doce apóstoles y el Espíritu Santo más del portal de Belén (subdividido a un tiempo en sendas escenas en ángulo recto unidas por una estrella de Oriente: el Nacimiento de Jesús y la Adoración de los pastores), realizados entre los meses de enero (presumiblemente) a julio de 1967 («cuarenta y cinco días de trabajo a razón de nueve a diez horas diarias, en horas y días fuera de mi trabajo oficial») por el pintor y escultor español Guillermo Silveira (1922-1987), destinados exprofeso a decorar el porche exterior de la capilla escuela de las Casas Aisladas de dicha pedanía de la capital pacense (margen derecha del Gévora), de la que se encuentra a una distancia de unos doce kilómetros por la carretera EX-110 (más concretamente entre los pp.kk. 64 y 65) que comunica la ciudad de Badajoz con Valencia de Alcántara, es decir, «[ubicados] en un entorno poco propicio, que todavía hoy sorprenden por su modernidad».
Fueron encargados por la Delegación Provincial del Instituto Nacional de Colonización a instancias del arquitecto y acuarelista santeño José Alejandro Mancera Martínez, quien también por aquellas fechas le había confiado la realización de dos grabados sobre mármol para la decoración de ambos portales de acceso a las viviendas del edificio homónimo (calle San Isidro n.os 2-4) de Badajoz, lo que le permitió la puesta en práctica de «uno de sus intereses más patentes por entonces, como es la integración de la pintura [tan solo en este caso del mosaico] con la arquitectura». Están ejecutados a base de una serie de materiales diversos como cantos rodados, mármol, pizarra o terrazo de diferentes colores y texturas (que constituyen la casi totalidad de los mismos) sobre muro y ocupan una superficie de 16,83 m², distribuidos de izquierda a derecha (según el punto de vista de un observador actual) como sigue:
- Nacimiento de Jesús. 289 x 218 cm (6,30 m²).
- Adoración de los pastores. 279 x 183 cm (5,10 m²).
- Los doce apóstoles y el Espíritu Santo. 289 x 188 cm (5,43 m²). Firmado y fechado «G.Silveira.67» en la parte inferior derecha.

La Natividad de Jesús se muestra bajo la estrella y entre ángeles, acercándose desde el lateral campesinos con ofrendas e instrumentos, quizá los más logrados del conjunto. Los contornos y algunas subdivisiones internas se delimitan mediante líneas negras y todo se resuelve con una factura muy ingenuista. La otra escena recoge el Pentecostés, con un apostolado que recibe la llegada del Espíritu Santo en una composición abigarrada y algo confusa, si bien rica en soluciones plásticas y texturas.

En cuanto a su propiedad cabe destacar que mientras que las iglesias en sentido estricto fueron cedidas por el Instituto Nacional de Colonización al antiguo Obispado provincial y convertidas en nuevas parroquias las capillas escuela pasaron a depender de los respectivos ayuntamientos, en este asunto concreto del de Badajoz, quien a su vez se la cedió a un colono del poblado.
El hecho, pues, de que nunca llegara a entrar en funcionamiento con fines religiosos (la escuela sí se usó sobre una década) supuso el consiguiente abandono del edificio —aprovechado más tarde como albergue de animales de carga y gallinero— y progresivo deterioro de las obras, lo que llevó a principios de septiembre de 2021 a la constitución de la Plataforma Valdebótoa: Salvar Mosaicos y ulteriores actuaciones de las administraciones competentes (Comisión Provincial de Patrimonio Histórico [nov. 2021], Arzobispado de Mérida-Badajoz [dic. 2021] y Ayuntamiento [abr. 2022]) de cara a efectuar su traslado al pórtico de entrada a la iglesia parroquial del Inmaculado Corazón de María de Valdebótoa, situada a unos 3,5 km al SE del primero, cuya realización efectiva se extendió desde el 12 de julio de 2022 hasta que estuvo totalmente terminada a finales de septiembre de ese año, coincidente por lo tanto con el I centenario del nacimiento del artista.

## Historia, descripción del autor, características y estado (1967-años 2010)

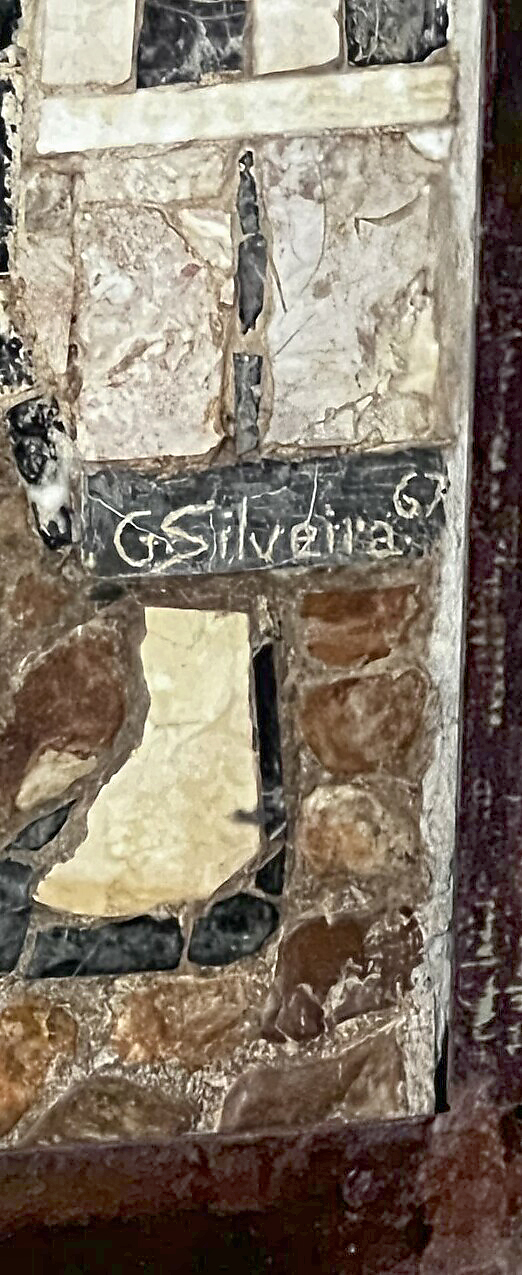
Los doce apóstoles y el Espíritu Santo. Detalle de la firma (nov. 2022).

Por aquellos años finales de la década de los sesenta Silveira residía con su familia —conformada en aquellos momentos por su esposa Amalia Antonia Lanot (matrim.º 1947) y sus cuatro hijas mayores: María Luisa, María Guadalupe, María Teresa y María Rosa— en la antigua calle del Pilar (hoy Avda. Antonio Montero Moreno) n.º 1-3.º izda. de la capital pacense, lo que (si se tiene en cuenta que hasta tres años después no dispuso de su primer vehículo propio [un Renault 6 de color blanco]) lo obligó a emplear los autobuses de línea de la compañía La Estellesa que cubrían el trayecto entre Badajoz y Valdebótoa durante los alrededor de siete meses que al menos duraron las obras y de allí a recorrer a pie los seis kilómetros (tres de ida más otros tantos de vuelta) existentes entre la pedanía y la capilla escuela como tal.
A mediados de julio de 1967, es decir, cuando ya estaban «virtualmente terminados» los trabajos del «mural grande de la iglesia nueva de Valdebótoa» [sic], el artista declaraba al redactor del diario Hoy Tomás Rabanal Brito:

Son dos paramentos exteriores de 18 metros cuadrados a base de mármol, cemento y piedra con destino al porche de la iglesia de las Casas Aisladas de Valdebótoa.

[…]

Son dieciocho figuras realizadas [con arreglo a los principios del] expresionismo neofigurativo. El primer tema lo constituyen los doce apóstoles y el Espíritu Santo; el segundo, [un] belén.

Ya en un tono más personal agregó:

He sentido llegar las heladas de enero y cuarenta grados contra la pared en junio. He andado seis kilómetros diarios cada vez que marchaba al trabajo.
Me he sentido desanimado algunas veces, pero más animado la mayoría. También he sentido los dos cansancios: el material y el espiritual.
He oído cantar al labrador; he visto amanecer y anochecer y [hasta] alguna encina solitaria sirviendo de hito al horizonte.

Para ilustrar la entrevista se utilizó una imagen en blanco y negro del pintor situado de pie junto a la parte derecha de Los doce apóstoles…, tomada in situ por el fotógrafo y dibujante Alberto González Willemenot, más conocido solo como Alberto, publicada en varias ocasiones posteriores.
También aquel día, o sea, el 16 de julio salió en el mismo diario esta breve «nota literaria» del poeta emeritense Jesús Delgado Valhondo:

Guillermo Silveira, pintor de tanta categoría y de tan rica personalidad, ha terminado —o está a punto de terminar— unos murales para una iglesia de un pueblo de colonización. Las fotografías que hemos visto nos indican su hermosura.

Se conserva además en tal sentido una fotografía del Nacimiento… «original de G. Silveira. Badajoz–1968/69» que el artista hizo llegar a Rabanal —junto con otras dos— acompañada de la siguiente explicación manuscrita:

Mi querido Rabanal: Gracias por acordarte de mí.
Te envío varias fotos (3) con título.
Esta y la otra son mosaicos y otra una foto de un busto.
Escoge lo que gustes y el resto me lo devuelves.

Sobre la procedencia de los materiales empleados se conoce igualmente por el mismo recorte —bien que a modo de «nota humana»— que «un niño [coloq.] me llevaba piedrecillas del lecho transparente del río Gévora y yo las iba poniendo en el mural».
En cambio en lo que concierne a los restos de mármol, pizarra o terrazo de diferentes colores y texturas (a veces de hasta unos 4 cm de espesor) que constituyen el grueso de la obra sí se tiene constancia bibliográfica de que fueron llevados por sacos a su lugar de destino desde una marmolería ubicada en la carretera de Valverde de Leganés (hoy Avda. Fernando Calzadilla) junto al desaparecido Cuartel de Menacho, en la que ya en 1962 y 1964 se habían ejecutado respectivamente las figuras del Cristo Redentor y la Virgen de Bótoa, registrada con el nombre comercial de «Mármoles Nieto».
La realización de los murales se sitúa por lo tanto en el contexto de los nuevos pueblos de colonización creados como parte del llamado «Plan Badajoz», en cuya decoración intervinieron un buen número de pintores y escultores activos por entonces como el pacense Julián Pérez Muñoz (iglesias de Balboa, Barbaño o Gévora), el artista madrileño José Luis Vicent Llorente (Villafranco del Guadiana), el manchego José Luis Sánchez (Valdebótoa), Justa Pagés (Valdelacalzada), el propio Silveira y otros. Artísticamente destacan el empleo de una serie de materiales diversos, estructurados a modo de opus sectile, que prestan a las piezas un carácter tridimensional, el recurso intencionado de dejar algunas partes de ellas sin terminar (del it. non finito), así como la incorporación de «cierto geometrismo y una matizada distorsión expresiva», que les proporcionan un marcado aire de vanguardia (adscribible a la iconografía religiosa neofigurativa de la segunda mitad del siglo xx). Cromáticamente predominan los tonos terrosos, grisáceos y blancos dispuestos en planos cortantes y angulosos, «hoy muy atenuados o "lavados" por el polvo y el paso del tiempo».
A finales de 2013 o comienzos de 2014, a raíz de la visita técnica realizada al lugar, la entonces directora general de Bibliotecas, Archivos y Patrimonio Cultural de la Consejería de Cultura, Turismo y Deporte de la Junta de Extremadura Pilar Merino emitió el siguiente informe:

La obra de Guillermo Silveira en las Casas Aisladas de Valdebótoa […] es una muestra de su estilo comprometido con la sociedad de su época y del alarde técnico que siempre le fue reconocido. Asimismo, esta obra en particular sobresale en el conjunto de su trayectoria, mayoritariamente pictórica. La visita técnica realizada nos arroja unos datos del estado de conservación que presenta la obra. Se observan daños antrópicos derivados de su ubicación, al alcance de la mano, así como depósitos de suciedad en superficie. No se ha observado riesgo de desprendimiento evidente de los elementos musivarios, aunque se hace necesaria una observación en mayor profundidad. Los tratamientos, propuestos por nuestros técnicos, en base al estado de conservación son los siguientes:

— Revisión exhaustiva de la adherencia entre los diferentes estratos.
— Readhesión de las zonas que lo requieren, utilizando materiales que sean compatibles y resistentes a la intemperie.
— Limpieza de superficies.
— Reintegración de elementos que faltan, siempre que se conozca su forma y color.
— Protección final, si procede.

Para el periodista Fernando Saavedra «aunque la Consejería de Educación y Cultura del Gobierno de Extremadura las ha inventariado recientemente estas obras van a desaparecer si no se las saca del lugar (la cubierta de la edificación se ha venido abajo y solo quedan en pie los muros exteriores y poco más) para llevarlas a un museo, algún templo en uso u otro lugar digno para las mismas».

## Plataforma Valdebótoa: Salvar Mosaicos
Ya en agosto de 2021 la Plataforma Valdebótoa: Salvar Mosaicos elaboró un proyecto con el objetivo primordial de «trasladar de lugar los mosaicos por la sencilla razón de no poderse conservar en el lugar en el que están actualmente, pues el edificio está prácticamente en ruinas», en los que se apreciaron los siguientes pormenores:

— No se observan […] riesgos de desprendimientos en los elementos que componen los mosaicos.
— La adherencia entre los distintos estratos parece buena.
— No se observa que falte ningún elemento de los iniciales en los murales en cuanto a trozos de mármol, granito o cantos rodados.
— Sí se advierte que están sucios en superficie, por el abandono.
— En el mosaico de "Los doce apóstoles y el Espíritu Santo" se ha practicado un agujero en su parte inferior [con el fin de que las gallinas entren y salgan del edificio], que según fotos antiguas no ha afectado a ningún elemento del mosaico.

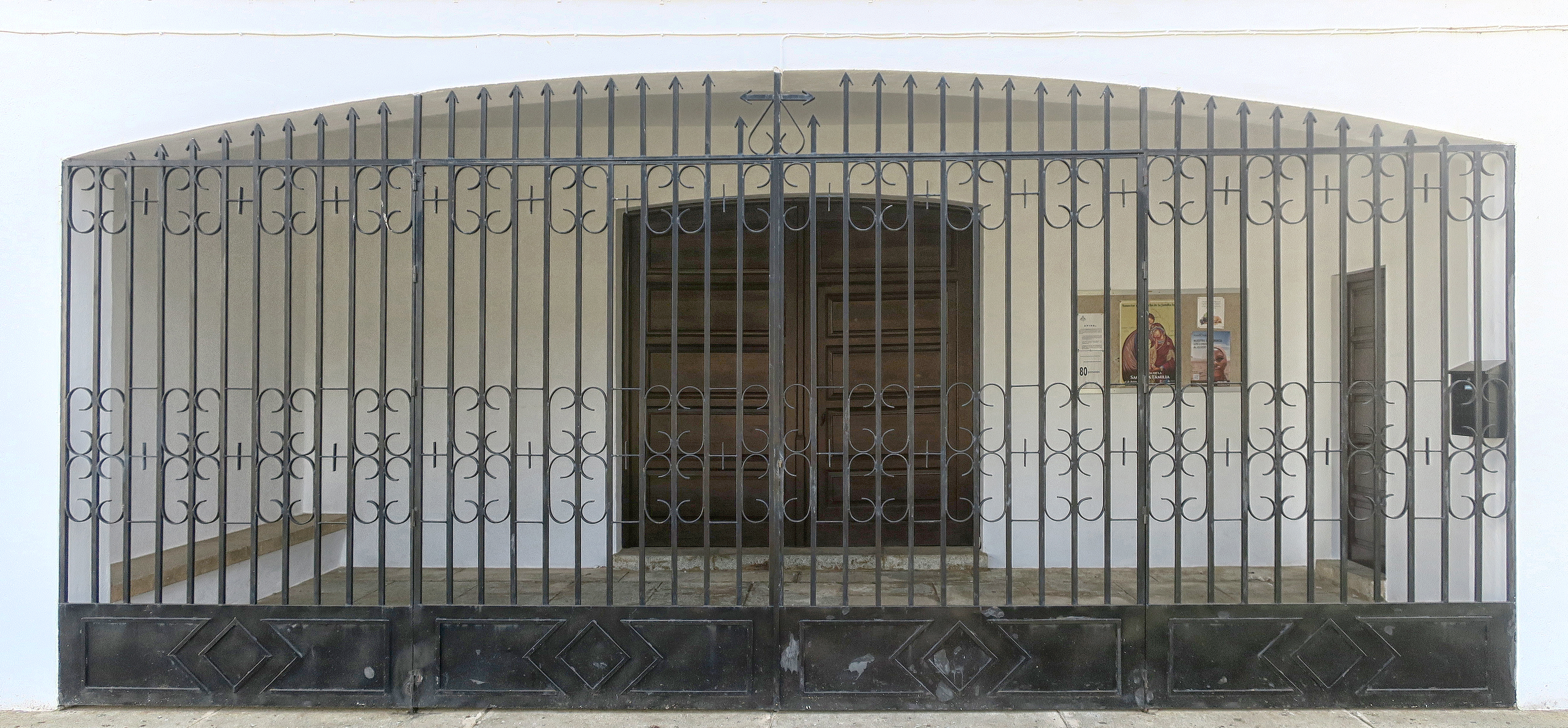
Pórtico de entrada a la iglesia del Inmaculado Corazón de María a mediados de febrero de 2022.

Con vistas al traslado de los mismos se apuntaba la posibilidad de que en tal caso los tres paneles completos que constituyen la obra podrían ser trasladados al pórtico de entrada a la iglesia dedicada al Inmaculado Corazón de María de Valdebótoa, levantada en la calle Nuestra Señora de Guadalupe s/n por el arquitecto Miguel Herrero Urgel y en cuyo presbiterio se conserva desde el primer momento un conjunto de tres tablas a manera de retablo mayor del ya citado Julián Pérez Muñoz ejecutado en 1961, lo que dentro del llamado Plan de Impulso Extraordinario del Ayuntamiento de Badajoz fue aprobado por todos los grupos municipales con fecha 25 de noviembre de 2021, para lo que se destinó una partida presupuestaria de 42 410,52 euros.
Para ello, según la concejala de Cultura Paloma Morcillo, «se cortará la pared en la que hizo las obras y se trasladará entera a la parroquia de la pedanía para que no se pierdan». Asimismo el portavoz de la plataforma Pablo Moreno destacó en parecidos términos que «la idea es cortar las paredes en las que Silveira pegó las piezas del mosaico y trasladarlas enteras. Serán instaladas en el centro de Valdebótoa, en su parroquia». Por su parte el alcalde pedáneo Francisco José Elías manifestó «que quedarán muy bien en la parroquia, lucirán mucho y además se recuperarán los colores cuando se limpien a fondo».

### Criterios de intervención
Más específicamente se recomendaba en el citado proyecto «la extracción/arranque y traslado de los muros completos [como opción más acertada] pues supone no tocar prácticamente nada de la obra y dejarla tal y como el autor la concibió y realizó», para todo lo cual se concretaban los siguientes criterios de intervención:

— Antes de cualquier intervención se debe proceder a una documentación gráfica a través de fotografías detalladas e incluso de vídeos, por zonas y generales, de los mosaicos para tener la situación exacta de todos sus elementos y su estado dada la posibilidad de accidentes mientras se realizan los trabajos de extracción y traslado.
— Como intervención previa al arranque es necesario llevar a cabo la demolición del techo que queda de la capilla, justo en la planta superior del pórtico, para realizar los trabajos con la máxima seguridad.
— Se llevará a cabo una limpieza de los alrededores del pórtico para quitar todo el cúmulo de estiércol, tierra, fango y plantas. Además, dicha limpieza permitiría una lectura completa de la superficie de los mosaicos.
— Para proceder al arranque será necesario estabilizar los muros de los mosaicos; a ser posible se utilizarán métodos y materiales suficientemente probados que alteren lo menos posible los mismos, los cuales formarán un armazón que no permitirá que los muros se puedan fracturar.
— Una vez estabilizados los muros se procederá a marcar por dónde se hará el corte de estos mediante el sistema que se determine. Ante varias posibilidades, se elegirá el sistema que, siendo eficaz, suponga una menor intervención. El objetivo principal será separar los muros del resto de la estructura.
— Tras el proceso de separación los muros serán depositados sobre soportes auxiliares para su final desplazamiento.

Respecto a la preparación del nuevo emplazamiento de las obras (cuyas dimensiones son de 8,3 m de largo por 4,2 de ancho y una altura de 3,6) se hablaba expresamente del «arranque de parte del banco existente en el pórtico de la iglesia [así como de] quitar [de forma provisional] la reja de entrada».
|                                                     |
| Los doce apóstoles y el Espíritu Santo (mar. 2015). |

|                                          |
| Belén – Nacimiento de Jesús (mar. 2015). |

|                                                |
| Belén – Adoración de los pastores (mar. 2015). |

|                               |
| Belén – conjunto (ene. 2021). |

## Proyecto de traslado
En tal sentido a finales de noviembre de 2021, concretamente el día 24, la Comisión Provincial de Patrimonio Histórico de Badajoz de la Consejería de Cultura, Turismo y Deporte de la Junta de Extremadura informó FAVORABLEMENTE acerca del proyecto «[por lo que] deberá presentarse documentación técnica firmada por un técnico competente y acompañada de la memoria de un restaurador. Se aconseja [además] la instalación [en el nuevo lugar de emplazamiento] de un panel explicativo de la autoría, procedencia, plano de situación de la ubicación original, fotografías de los mosaicos, etc.»
Por otro lado el vicario general del Arzobispado de Mérida-Badajoz Francisco Maya Maya, «considerando la documentación presentada en la que se solicita el traslado de los mosaicos-murales "Los doce apóstoles y el Espíritu Santo" y "Belén", del conocido pintor y escultor D. Guillermo Silveira García, desde la ermita de las Casas Aisladas hasta el pórtico de la parroquia del Inmaculado Corazón de María de la localidad de Valdebótoa» y «teniendo en cuenta el informe del delegado episcopal para el Patrimonio Cultural donde se resalta el gran valor histórico que tienen dichas obras [así como] el estado de conservación en que se encuentran debido a su abandono crónico», emitió con fecha 30 de diciembre de 2021 la autorización para que «dicho traslado se lleve a cabo con todas las condiciones y garantías de conservación que se propongan».

### Salida a licitación
A tal efecto, con fecha de 21 de marzo de 2022, el Gabinete de Proyectos del Ayuntamiento de Badajoz sacó a licitación por un valor estimado de 39 323,98 euros (21% de IVA incluido) «el proyecto para trasladar a la iglesia de Valdebótoa los mosaicos de temática religiosa que el pintor y escultor Guillermo Silveira (1922-1987) creó en 1967 para decorar el porche exterior de la capilla escuela de las Casas Aisladas de esa misma pedanía [con el propósito de salvarlos de su desaparición], lo cual [según la memoria justificativa de dicho proyecto] constituiría una pérdida irremediable para el patrimonio cultural de Extremadura», identificado bajo la denominación «PROYECTO DE TRASLADO DE LOS MOSAICOS-MURALES DE LA IGLESIA DE LAS CASAS AISLADAS DE VALDEBOTOA A LA IGLESIA DE VALDEBOTOA (BADAJOZ)» [sic] y el número de expediente 626/22.
Tras la finalización del plazo establecido a las 13:00 horas del día 28 de marzo para la admisión de ofertas y una vez emitido el día 30 el informe del Gabinete de Proyectos, se hizo público que habiendo sido admitidas a licitación un total de tres empresas «el Ilmo. Sr. Alcalde, asistido de la JUNTA DE GOBIERNO LOCAL de 8 de abril de 2022 adoptó entre otros el acuerdo de adjudicar el expediente referenciado a AL-SENERA OBRAS Y SERVICIOS SL, por un importe de 38 719,99 euros, al ser la oferta económicamente más ventajosa para los intereses municipales».
Sobre la duración del contrato se proponía que el plazo de ejecución de la obra e instalación subsiguiente fuera de «un máximo de DOS MESES [a partir del momento en que se aprobara el correspondiente Plan de Seguridad y Salud]».

## Nuevo emplazamiento

### Extracción y transporte de los mosaicos (julio-agosto de 2022)
De conformidad con los compromisos contraídos tanto por el Ayuntamiento como por el contratista y tras una primera visita de planificación de las intervenciones destinadas a poner en práctica el proyecto realizada al edificio el lunes 25 de abril de 2022, el 12 de julio se iniciaron por parte de la empresa adjudicataria los trabajos de extracción y transporte de los dos bloques (de unas 3,5 y 7 t de peso respectivamente) que constituyen la obra consistentes según el pertinente pliego de condiciones en «cortar los muros [de unos 30 cm de espesor] donde están integrados los mosaicos […] en lugar de desmontarlos pieza a pieza y reconstruirlos posteriormente […] para así conservarlos tal y como los concibió el autor», divididos en dos fases claramente diferenciadas, y que se alargaron hasta finales del mes de agosto.

### Reubicación y trabajos de restauración (agosto-septiembre de 2022)
Dos días después, es decir, el 25 de agosto comenzaron las tareas de acoplamiento de las obras a los muros del pórtico de entrada a la parroquia de Valdebótoa (en consonancia según el Ayuntamiento con «el diseño original que ideó el artista, como marca la Carta de Atenas», mientras que para el portavoz de la plataforma Pablo Moreno las dos escenas unidas que conforman el Belén «deberían haberse cortado por la esquina […], en lugar de mantener la posición del vértice original [sic], lo que ha quitado "mucho espacio"»), incluidas entre otras actuaciones la recolocación de forma previa al inicio del proceso de la reja de entrada y posterior montaje de las primeras mediante marcos de hierro, así como la limpieza de superficies, relleno del orificio existente en la parte inferior de Los doce apóstoles…, reintegración de fragmentos de la cola de la estrella desprendidos en el transcurso de la extracción de los paneles correspondientes, etcétera, llevadas a efecto por la conservadora y restauradora de bienes culturales Isabel Casado, bajo la supervisión de la arquitecta municipal Carmen González-Peramato, y que estuvieron completamente acabadas a finales de septiembre de ese año.

### Alumbrado nocturno
Finalmente se llevó a cabo mediante la instalación de una fuente de luz LED conectada a la red de alumbrado exterior y dirigida hacia la parte superior de la puerta de acceso al templo la iluminación del pórtico de entrada con objeto de que se pudieran apreciar correctamente los murales inclusive en condiciones de escasa visibilidad.

## Obras relacionadas
Se conocen también con respecto a esta clase de obras una serie de notas mecanografiadas y bocetos preparatorios para la realización de tres conjuntos de vidrieras destinadas a decorar la nave central (6), el presbiterio (2) y el coro (1) de la iglesia de la colonia militar Carlos Haya, apenas a unos metros de la Base Aérea de Talavera la Real, elaborados en mayo de 1985, que dejó inacabados a su muerte. Conforme a estos apuntes «las fuentes de luz de la iglesia y el presupuesto de que se dispone no permiten desarrollar otra obra de tendencia plástica y carácter más actuales».

### Hemerografía
- Delgado Valhondo, Jesús (16 jul. 1967). Hoy. Notas literarias de dentro y fuera (Badajoz): 16.
- Medina, Tico (23 ene. 1969). «Las cosas y las gentes de esta tierra: El pintor». Informaciones. Crónica de España (Madrid): 25.
- Rabanal Brito, T. (16 jul. 1967). «Silveira Galán y sus mosaicos de Valdebótoa». Hoy. Nuestros pintores trabajan (Badajoz): 16.
- REDACCIÓN (19 ago. 2023). «Los mosaicos de Guillermo Silveira, portada de la revista de feria de Valdebótoa». Hoy. Extremadura: Municipios (Badajoz): 14.
- Reigadas, Natalia (5 feb. 2022). «Misión: rescatar dos mosaicos del gallinero». Hoy (Badajoz): 10.
- Saavedra, Fernando (oct. 2014). «Mosaicos de Guillermo Silveira, a punto de desaparecer». Sharia (Asociación Amigos de Badajoz) (73): 4. DL BA 29-1998.